# Angriff auf Aruba
Der von deutschen und italienischen U-Booten durchgeführte Angriff auf Aruba, erfolgte am 16. Februar 1942. Er führte zum ersten Beschuss Amerikas durch die Achsenmächte während des Zweiten Weltkrieges und diente der Unterbrechung der für eine erfolgreiche alliierte Kriegsführung wichtigen alliierten Brennstoffproduktion. Die kleinen Inseln Aruba und Curaçao, etwa 27 km nördlich von Venezuela, waren seinerzeit Standorte der weltgrößten Erdölraffinerien.

## Hintergrund
Die Inseln Aruba und Curaçao waren als Teil der Niederländischen Antillen niederländische Kolonien. Als die Nachfrage nach Öl wegen des Krieges immer größer wurde, war ein Konflikt um die Unterbrechung oder Eroberung der Ölvorkommen unvermeidlich. Beide Raffinerien auf Aruba und Curaçao wurden von U-Booten der deutschen Kriegsmarine mit Bordartillerie beschossen. Anfang des Jahres 1942 patrouillierten mehrere Unterseeboote der Achsenmächte in der südlichen Karibik mit dem Ziel, alliierte Konvois anzugreifen und die Ölförderung zu unterbrechen. U 156, ein Langstreckenboot vom Typ IX C, erreichte am 13. Februar 1942 die Gewässer südwestlich von Aruba. Sein Kommandant war der damalige Kapitänleutnant Werner Hartenstein, der zugleich das Kommando über die Neuland Gruppe, ein Wolfsrudel von fünf deutschen und zwei italienischen U-Booten, innehatte. Seine Absicht war, das Gebiet nahe Oranjestad, aufzuklären und anschließend die dortigen Öltanks der Lago Oil & Transport Co. Ltd. anzugreifen.
Zunächst koordinierte Hartenstein einen Angriff auf Ziele zwischen Aruba und Maracaibo, um die Produktion von Flugzeugbenzin zu unterbinden. U 156 wurde angewiesen, die Raffinerien anzugreifen, während die sechs anderen Boote alle auffindbaren Handelsschiffe angreifen sollten. Die anderen Boote waren U 502, U 67, U 129 und U 161. Die Verbandsstärke der Italiener ist unbekannt mit der Ausnahme von zwei U-Booten, die dem deutschen Verband zugeordnet wurden. Die sechs anderen Boote suchten im Golf von Venezuela bis zum Südwesten von Aruba und in naheliegenden Gewässern nach Öltankern.

## Der Angriff
Am 16. Februar 1942 näherte sich U 156 den Raffinerien, nachdem es einige Tage das Gebiet observiert hatte. Vor ihrem Ziel befanden sich zwei flachkielige Dampfschiffe: die Pedernales und die Oranjestad, beides Öltanker unter britischer Flagge. Um 01:31 Uhr tauchte U 156 in der Nähe des Hafens von San Nicolas, aber auf offener See, auf und griff die beiden geankerten britischen Tanker an. Hartenstein ordnete den Abschuss eines Torpedos aus einem Bugrohr auf die Pedernales an. Der Torpedoangriff war erfolgreich und die Pedernales wurde in der Schiffsmitte getroffen. Der mit Erdöl beladene Dampfer ging sofort in Flammen auf und acht der 26 Besatzungsmitglieder starben. Ihr Kapitän Herbert McCall wurde verwundet. Die Oranjestad begann daraufhin, die Anker zu lichten, um zu entkommen. Das gelang ihr jedoch nicht rechtzeitig und sie wurde von einem zweiten Torpedo von U 156 getroffen. Auch die Oranjestad ging in Flammen auf und sank eine Stunde später. 15 der 22 Besatzungsmitglieder starben bei diesem Angriff.
Um 03:13 Uhr griff U 156 den sich in Besitz von Texaco befindlichen Öltanker Arkansas an, der am Eagle Pier neben der Eagle Raffinerie anlag. Nur ein Torpedo reichte aus, um die Arkansas teilweise auf den Grund des Hafens zu setzen. Jedoch hielt sich der Schaden in Grenzen und verursachte keine menschlichen Opfer. U 156 lief danach weiter um Aruba herum und der Kommandant ordnete an, einen Artillerieangriff auf den sich in Sicht befindlichen Öltank vorzubereiten. U 156 verfügte über ein 105-mm- und ein 37-mm-Deckgeschütz. Die Bedienung des 105-mm-Geschützes vergaß jedoch, den Wasserverschluss zu entfernen, sodass er, als Hartenstein den Befehl zum Feuern gab, zwei nebenstehenden Schützen ins Gesicht geschossen wurde. Ein Mann der Bedienung des Geschützes wurde schwer verwundet, ein Fuß musste amputiert werden. Sein Kamerad wurde ebenfalls schwer verletzt und starb mehrere Stunden nach dem Angriff. Hartenstein ordnete an, den Angriff mit dem 37-mm-Geschütz fortzusetzen.
Mehrere Schüsse wurden auf den Öltank abgefeuert und mindestens einer traf. Das Geschoss verursachte eine große Delle im Tank, riss aber kein Loch oder ließ den Tank explodieren. Die niederländischen Schützen sahen die Mündungsfeuer der U-156-Kanonen und feuerten in ihre Richtung, ohne sie jedoch zu treffen. Als Hartenstein bemerkte, dass die 37 mm ein zu kleines Kaliber hatte, um den Tank effektiv anzugreifen, befahl er zu tauchen und sich von der Raffinerie zu entfernen. Er blieb jedoch in der Nähe, immer auf der Suche nach weiteren Angriffszielen wie etwa Handelsschiffen. Währenddessen suchten auch die anderen sechs U-Boote der Achsenmächte nach Öltankern und patrouillierten in der Umgebung. U 502 unter Kapitänleutnant Jürgen von Rosenstiel hatte an diesem Tag Kontakt mit mindestens drei alliierten Schiffen im Golf von Venezuela. Zwei britische Öltanker, die Tia Juana und die San Nicolas wurden ebenso versenkt wie das venezolanische Dampfschiff Monagas.
U 67 unter Kapitänleutnant Günther Müller-Stöckheim griff an diesem Morgen zusätzlich zwei Tanker vor Curaçao an. Stöckheim feuerte jeweils zwei Torpedos vom Bug auf die sich im Hafen von Willemstad befindlichen Tanker ab. Alle vier verfehlten entweder das Ziel oder explodierten nicht. Stöckheim versuchte es erneut und feuerte zwei Torpedos vom Heck auf die niederländische Rafaela. Ein Schuss traf und beschädigte das Schiff schwer. U 67 verschwand daraufhin und bemerkte nicht, dass bereits eine Douglas A-20 des United States Army Air Corps die Verfolgung aufgenommen hatte. Das Flugzeug warf seine gesamte Ladung an Leuchtgranaten und Bomben auf das sich noch an der Oberfläche befindliche U-Boot, jedoch verfehlten sie U 67, das tauchen und entkommen konnte.
Beim Angriff auf Aruba verhinderten vor allem Rauch und die schlechten Lichtverhältnisse, dass die Küstenartillerie auf U 156 feuern konnte. Die Flammen der brennenden Handelsschiffe waren so hoch, dass sie, laut Berichten, gut von Curaçao aus gesehen werden konnten.
Die anderen vier U-Boote waren an diesem Morgen nicht erfolgreich beim Angriff auf alliierte Schiffe. Auch die niederländischen Patrouillenboote griffen nicht an.

## Nachwirkungen
Nach dem Angriff bewegten sich die Boote der Achsenmächte in Richtung Martinique, wo sie zwei ihrer Verletzten zur medizinischen Behandlung ablieferten. Insgesamt wurden vier alliierte Schiffe versenkt. Die Pedernales, Arkansas und Rafaela wurden später gehoben und repariert. Während des Angriffs von U 156 auf die Arkansas gelangte ein Torpedo an den Eagle Beach und blieb dort zunächst ohne Detonation liegen. Am 17. Februar starben vier niederländische Soldaten bei der Explosion des Torpedos, als sie ihn untersuchen wollten. Mindestens 47 alliierte Seeleute der Pedernales, Oranjestad und Arkansas starben, mehrere wurden verletzt.
Der amerikanische Journalist der Associated Press Herbert White war während des Angriffes zusammen mit einer Untersuchungsgruppe unter Generalleutnant Frank Maxwell Andrews auf der Insel. Beide Männer wurden Zeuge des Angriffs. Später veröffentlichte Andrews einen Bericht über die Inspektion der Insel:

„Weitere Angriffsmöglichkeiten sehen wir in Curaçao und Aruba in Südamerika. Bis zu diesen Punkten wurden die Pipelines erweitert, die mit den großen Südamerikanischen Ölfeldern verbunden sind. Große Raffinieren sind hier zu finden, draußen im Ozean, wo, so wie es mir von einem Mann beschrieben wurde, der dies bereits dem Präsidenten gesagt hatte, sie wie wunde Daumen liegen – verteidigungslos, eine stehende Einladung zum Angriff.“

Als das Gefecht bei Aruba vorbei war, entsandte das US-Militär mit der Erlaubnis der niederländischen Exilregierung eine große Besatzungstruppe, um die Inseln und ihre Raffinerien vor weiteren Angriffen der Achsenmächte zu beschützen. Curaçao wurde am 19. April 1942 noch einmal beschossen.

## Verweise